# Vor tids helte (film fra 1918)
 For alternative betydninger, se Vor tids helte.
Vor tids helte er en norsk stum dramafilm fra 1918, som anses at være tabt.
Filmen fortæller om en strejke ved et anlæg i bjergene. Arbejderne bliver ledet af en uduelig og arbejdssky bande, og lederne i denne bande konfronterer anlæggets hæderlige overingeniør. Arbejderne river sig løs fra bandens lederskab, og genoptager arbejdet, mens de to opgivere får deres straf.
Filmen blev den 16. november 1918 godkendt af filmcensuren, efter at teksten Vi gir fan i arbeidet blev censureret væk.

## Medvirkende
- Waldemar Holberg (Barras)
- Robert Sperati (Sam)
- Adolf Aanesen (bygdens lensmand)
- Magda Aas (Rosa, Bergmanns datter)
- Arthur Barking (Wærn, overingeniør)
- Bergljot Bratland (fru Bergmann)
- Azora Gabrielsen (Nina, Mattis datter)
- Axel Grahl (Bergmann, inspektør)
- Hans Ingi Hedemark (en arbejder)
- Sverre Normann (Peter Blom)
- Poul Wedege (Matti, en renejer)

Kilde: 